# Inés García de Durán
Inés García de Durán (Neiva, 26 de junio de 1928-Yaguará, 6 de julio de 2011) fue una folclorista y socialité colombiana.
García estaba estrechamente vinculada con las tradiciones de su tierra natal, el Departamento de Huila. Fundó la Escuela Departamental de Danza, y enseñó en el Conservatorio Departamental de Música. Hizo un notable trabajo por haber creado la coreografía de El Sanjuanero. El "sanjuanero" es una famosa danza  y uno de los temas más conocidos de Colombia.
Falleció en su condominio Santa Helena del municipio de Yaguará, Departamento de Huila, de cáncer el 6 de julio de 2011.

## Familia

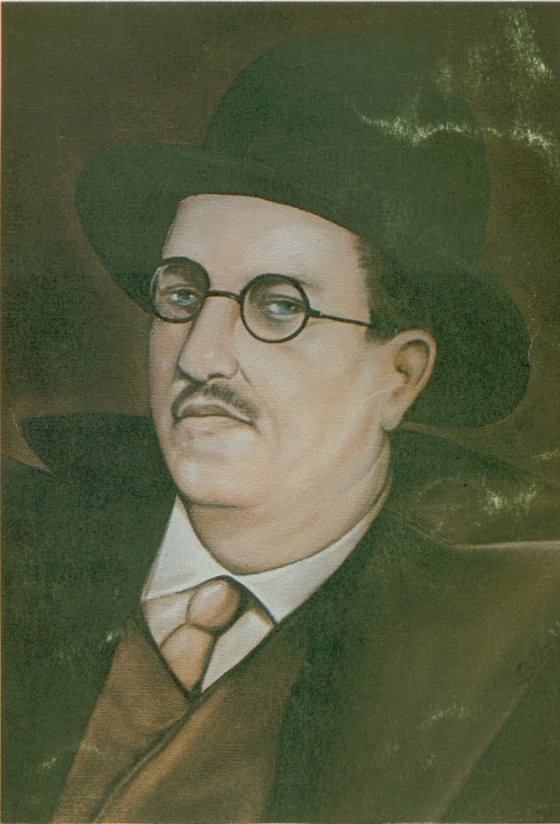
Su padre, el poeta Joaquín García Borrero.

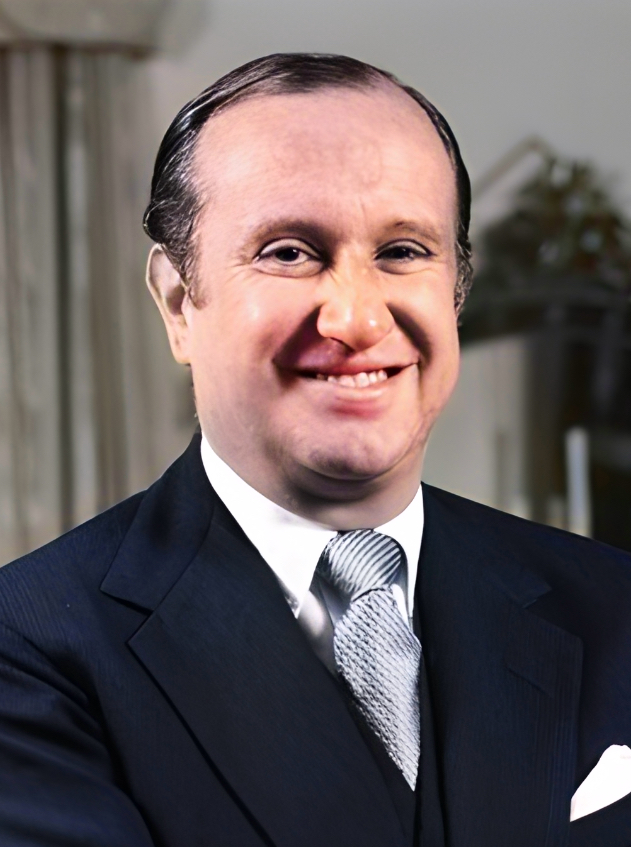
Su primo lejano, el expresidente Misael Pastrana Borrero.

Inés era hija del escritor y político Joaquín García Borrero (gobernador de Huila en 1932) y de Susana Salas Calderón.
Su padre era hermano de la activista feminista y sufragista Clotilde García Borrero, quien casada con Carlos Ucrós Durán fue madre del abogado y político Jaime Ucrós García (gobernador de Huila de 1976 a 1977), socio y amigo del expresidente Alfonso López Michelsen, con quien fundó el MRL a finales de los años 50. Jaime es por lo tanto primo de Inés.
Su padre y tía eran sobrinos a su vez, del artista Ricardo Borrero Álvarez, famoso por su estilo paisajista, de quien era sobrina nieta la madre del expresidente Misael Pastrana Borrero, y abuela del expresidente Andrés Pastrana Arango.
Fue amiga de prominentes figuras locales y nacionales, como el músico Jorge Villamil, el político Rodrigo Lara Bonilla, y Guillermo Plazas Alcid.
En 1950, se casó con el político y periodista colombiano Ernesto Durán Cordovez (alcalde de Neiva entre 1947 y 1948), con quien tuvo a sus tres hijos: María Fernanda, María del Pilar y Ernesto Gimeno Durán García.
Su esposo era sobrino nieto, por un lado, del oficial Liborio Durán Borrero, quien a su vez fue cuñado del expresidente José Hilario López. Liborio era a su vez suegro de Clotilde García Borrero, de quien era sobrina Inés.

## Honores
- 1971: Taitapuro de Oro, otorgado por el Gobierno Departamental
- 1974: Tambor de Oro
- 1994: Guaitipán Mérito Cultural en Coreografía
- Orquídea de Plata
- Medalla la Vorágine
- Reconocimiento de ECOPETROL
- Medalla al mérito de la Cámara de Comercio de Neiva

### Epónima
El Encuentro Internacional de Danza de Neiva Inés García Durán se nombró en su honor.